# Solenopsis overbecki
Solenopsis overbecki é uma espécie de formiga do gênero Solenopsis, pertencente à subfamília Myrmicinae.